# Melitaea diniensis
Melitaea diniensis är en fjärilsart som beskrevs av Wheeler 1903. Melitaea diniensis ingår i släktet Melitaea och familjen praktfjärilar. Inga underarter finns listade i Catalogue of Life.